# اچ‌دی ۶۱۱۴
اچ‌دی ۶۱۱۴ یک ستاره است که در صورت فلکی آندرومدا قرار دارد.